# 栃木県道240号石裂上日向線
栃木県道240号石裂上日向線（とちぎけんどう240ごう おざくかみひなたせん）は、栃木県鹿沼市内を通過する一般県道である。

## 概要

### 路線データ
- 総延長：13.368km[1]
- 実延長：13.368km[1]
- 起点：栃木県鹿沼市上久我字石裂
- 終点：栃木県鹿沼市上日向（上日向交差点＝栃木県道14号鹿沼日光線、栃木県道241号上日向山越線交点）
- 認定：1961年（昭和36年）4月1日

## 歴史

### 年表
- 1961年（昭和36年）4月1日 - 一般県道として認定。

## 路線状況

### 交通量
24時間自動車類交通量（台/日）
- 鹿沼市加園661番地付近：3,897

## 地理

### 通過する自治体
- 栃木県
  - 鹿沼市

### 交差する道路
| 交差する道路                                          | 交差する道路              | 交差点名 | 交差点名       |
| ----------------------------------------------------- | ------------------------- | -------- | -------------- |
| 加蘇山神社方面                                        |                           |          |                |
| -                                                     | 栃木県道177号上久我栃木線 | 鹿沼市   | （上久我地内） |
| 栃木県道280号入粟野引田線                             | -                         | 鹿沼市   | （下久我地内） |
| 栃木県道14号鹿沼日光線（古峰原街道）                  | 栃木県道241号上日向山越線 | 鹿沼市   | 上日向         |
| 県道14号鹿沼日光線（古峰原街道） 宇都宮・鹿沼市街方面 |                           |          |                |